# Зарікум
Зарікум або Саррікум — правитель міста Ашшур у XXI столітті до н. е.

## Правління
Зарікум не був місцевим уродженцем, оскільки до чи після володарювання в Ашшурі він правив у Сузах та ще одному місті.
По ньому залишився найдавніший напис з Ашшура, що зберігся до сьогодення, за здоров'я урського царя Амар-Сіна. Причому сам Зарікум назвав себе, за тогочасним звичаєм, «рабом царя». З того ж напису відомо, що Зарікум збудував храм богині Белат-екаллім.